# Antocha thienemanni
Antocha thienemanni är en tvåvingeart som beskrevs av Alexander 1931. Antocha thienemanni ingår i släktet Antocha och familjen småharkrankar. Inga underarter finns listade i Catalogue of Life.